# Finikoúnda
Finikoúnda (en grec moderne : Φοινικούντα), est un village du dème de Pylos-Nestor, district régional de Messénie, en Grèce.
Selon le recensement de 2011, la population du village compte 592 habitants.